# Thrypticus parvus
Thrypticus parvus är en tvåvingeart som först beskrevs av Macquart 1834.  Thrypticus parvus ingår i släktet Thrypticus och familjen styltflugor. Inga underarter finns listade i Catalogue of Life.